# ازدواج همجنس در رود آیلند
قانون ازدواج همجنس‌ در ایالت رود آیلند در ۲ مه ۲۰۱۳ توسط مجلس نمایندگان رود آیلند تأیید و در همان روز توسط فرماندار مستقل ایالت، لینکلن چیفی امضا شد. این قانون از ۱ اوت ۲۰۱۳ اجرا خواهد شد.
تا پیش از آن تاریخ تمام ازدواج‌های همجنس‌گرایان که خارج از ایالت رود آیلند انجام شده‌اند به رسمیت شناخته خواهند شد.
ایالت رود آیلند در آن زمان دهمین ایالت آمریکا و ششمین و آخرین ایالت از ایالت‌های نیو انگلند بود که ازدواج همجنس را قانونی اعلام کرد.